# Parasecodes
Parasecodes is een geslacht van vliesvleugeligen uit de familie Eulophidae. De wetenschappelijke naam van dit geslacht is voor het eerst geldig gepubliceerd in 1924 door Mercet.

## Soorten
Het geslacht Parasecodes omvat de volgende soorten:
- Parasecodes longigaster Efremova & Shroll, 1996
- Parasecodes simulans Mercet, 1924